# Rhoicinus urucu
Espèce
Rhoicinus urucu est une espèce d'araignées aranéomorphes de la famille des Trechaleidae.

## Distribution
Cette espèce est endémique d'Amazonas au Brésil,.

## Systématique et taxonomie
Le nom scientifique complet (avec auteur) de ce taxon est Rhoicinus urucu Brescovit & Oliveira, 1994.

## Publication originale
- Brescovit & Oliveira, 1994 : Rhoicinus urucu, uma espécie nova de Rhoicininae para a região Amazônica (Araneae, Trechaleidae). Biociências, vol. 2, p. 63-69.